# Tigre Branco (China)

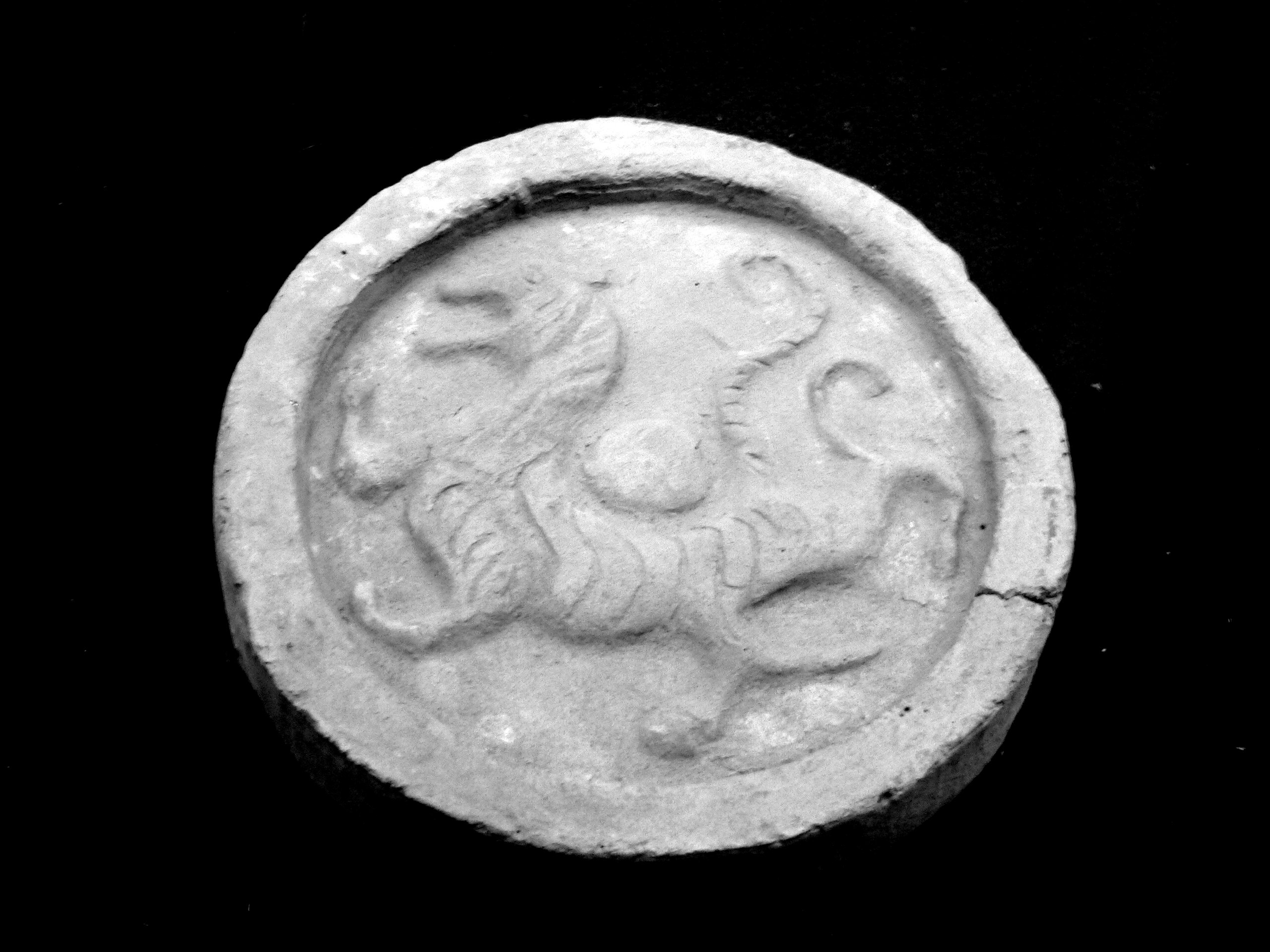
Escultura de Bái Hǔ em peça de beiral

O Tigre Branco (chinês:  白虎; pinyin: Bái Hǔ) é um dos Quatro Símbolos das constelações chinesas. Às vezes é chamado o Tigre Branco do Oeste (西方白虎, Xī Fāng Yên Hǔ), e também é conhecido como Byakko em japonês, Baekho em coreano e Bạch Hổ em Vietnamita. Ele representa o oeste e a estação do outono.

## Sete mansões do Tigre Branco
Como os outros três símbolos, existem sete mansões astrológicas, ou posições, da lua dentro do Tigre Branco. Os nomes e estrelas determinantes são:
| Mansão nº | Nome (pinyin) | Tradução          | Determinantes estrelas |
| --------- | ------------- | ----------------- | ---------------------- |
| 15        | 奎 (Kuí)      | Pernas            | Eta Andromedae         |
| 16        | 婁 (Lóu)      | Vínculo           | Beta Arietis           |
| 17        | 胃 (Wèi)      | Estômago          | 35 Arietis             |
| 18        | 昴 (Mǎo)      | Cabeça Peluda     | Alcyone                |
| 19        | 畢 (Bì)       | Rede              | Ain                    |
| 20        | 觜 (Zī)       | Bico de Tartaruga | Meissa                 |
| 21        | 參 (Shēn)     | Três Estrelas     | Alnitak                |

## Origem
Na cultura Chinesa, o tigre é o rei dos animais e foi presenteado com um 王 (wáng, ideograma para "Rei") em sua testa por séculos. Segundo a lenda, a cauda do tigre se tornaria branca quando atingisse a idade de 500 anos. Desta forma, o tigre branco tornou-se uma espécie de criatura mitológica. Dizia-se que o tigre branco só apareceria quando o imperador governasse com absoluta virtude, ou se houvesse paz em todo o mundo. Como a cor branca da teoria Wu Xing também representa o oeste, o tigre branco tornou-se um guardião mitológico do oeste.[carece de fontes?]